# 雙子座58
雙子座58，又名BD+23 1698，HD 57744、SAO 79354、HR 2810，是雙子座的一颗恒星，视星等为6.02，位于銀經195.38，銀緯16.97，其B1900.0坐标为赤經7h 17m 27.6s，赤緯+23° 16.97′ 16″。